# Turtle Mountain (Dakota del Norte)
Turtle Mountain es un territorio no organizado ubicado en el condado de Rolette en el estado estadounidense de Dakota del Norte. En el Censo de 2010 tenía una población de 6000 habitantes y una densidad poblacional de 32,24 personas por km².

## Geografía
Turtle Mountain se encuentra ubicado en las coordenadas 48°51′44″N 99°47′40″O / 48.86222, -99.79444. Según la Oficina del Censo de los Estados Unidos, Turtle Mountain tiene una superficie total de 186.1 km², de la cual 174.89 km² corresponden a tierra firme y (6.02%) 11.2 km² es agua.

## Demografía
Según el censo de 2010, había 6000 personas residiendo en Turtle Mountain. La densidad de población era de 32,24 hab./km². De los 6000 habitantes, Turtle Mountain estaba compuesto por el 2.53% blancos, el 0.13% eran afroamericanos, el 96.02% eran amerindios, el 0.05% eran asiáticos, el 0% eran isleños del Pacífico, el 0.08% eran de otras razas y el 1.18% pertenecían a dos o más razas. Del total de la población el 0.88% eran hispanos o latinos de cualquier raza.